# Hans Heinrich Franck

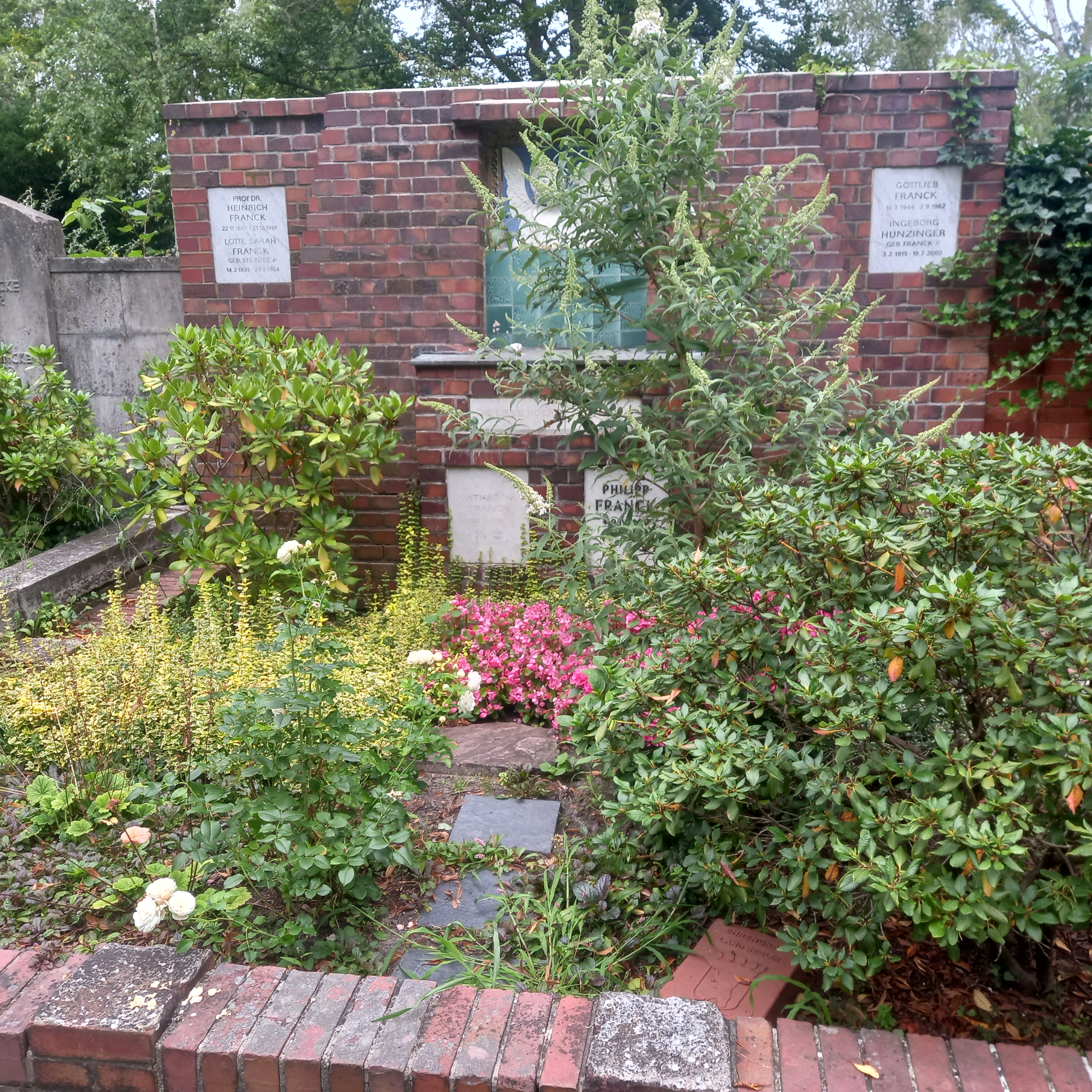
Das Grab von Hans Heinrich Franck und seiner Ehefrau Lotte Sarah geborene Steinitz im Familiengrab auf dem Alten Friedhof Wannsee in Berlin

Hans Heinrich Franck (* 22. November 1888 in Würzburg; † 21. Dezember 1961 in Berlin) war ein deutscher Chemiker und Technologe.

## Leben
Franck war Sohn des Malers Philipp Franck und Vater der Bildhauerin Ingeborg Hunzinger.
Heinrich Franck studierte Physik und Nationalökonomie an der TH Charlottenburg, der Uni Berlin und der TH Karlsruhe. 1912 wurde er promoviert und 1919 habilitierte er sich. Schon ein Jahr zuvor wurde er Chefchemiker der Sunlicht AG. Seit 1917 war er Mitglied der SPD. Als Franck während des Ersten Weltkrieges im Auftrag des Kriegsministeriums synthetische Fette erforschte, gelang ihm die Entwicklung des künstlichen Speisefetts FAME (Fettsäuremethylester).
Seit 1921 war er Leiter des Forschungslaboratoriums der Bayerischen Stickstoffwerke AG, ab 1927 Professor für Technische Chemie an der Technischen Hochschule zu Berlin. Von Mitte der 1920er Jahre bis 1935 amtierte Frank als Vorsitzender der Wissenschaftlichen Zentrale für Öl- und Fettforschung (Wizöff). Im Mai 1933 trat er aus Protest gegen den nationalsozialistischen Einfluss aus dem Verein Deutscher Ingenieure aus.
1937 wurde ihm die Professur entzogen und 1939 folgte aus politischen Gründen die Entlassung aus den Stickstoffwerken. Die politischen Gründe waren „jüdische Versippung“; er war mit einer Jüdin verheiratet und ließ sich trotz Drängens der nationalsozialistischen Regierung nicht scheiden. Von 1940 bis 1945 war er Direktor des Glasforschungsinstituts der Deutschen Tafelglas AG.
Von 1945 bis 1948 war er Leiter der Stickstoffwerke Piesteritz und zugleich Lehrstuhlinhaber für Chemische Technologie an der Technischen Hochschule zu Berlin. Zudem amtierte er ab 1945 als Vorsitzender der Arbeitsgemeinschaft Chemische Industrie (AGCI). Franck trat 1946 der Sozialistischen Einheitspartei Deutschlands (SED) bei und wurde deshalb 1949 vom Berliner Senat aus der Westberliner Hochschulleitung entlassen. Nachdem Enno Heidebroek als Präsident der Kammer für Technik, die er vergeblich nach dem Vorbild des VDI zu einem politisch unabhängigen Interessenverband der Ingenieure ausbauen wollte, zurückgetreten war, wurde Franck ab 1949 bis 1959 dessen Nachfolger. Ebenfalls ab 1949 war er ordentliches Mitglied der Deutschen Akademie der Wissenschaften zu Berlin. 1950 erhielt er an der Humboldt-Universität Berlin in Ostberlin den Lehrstuhl für Chemie. Von 1950 bis 1959 war er zugleich Direktor des Instituts für angewandte Silikatforschung der Deutschen Akademie der Wissenschaften zu Berlin.
Am 3. September 1950 wurde er auf dem 3. FDGB-Kongress in den Bundesvorstand gewählt. Franck war ab 1950 Abgeordneter der Volkskammer. Von 1954 bis 1958 gehörte er dem Ständigen Ausschuss für Auswärtige Angelegenheiten als Mitglied an. 
Franck wurde auf dem Friedhof Pankow III beigesetzt und 2005 in das Familiengrab auf dem Alten Friedhof Wannsee umgebettet.

## Auszeichnungen und Ehrungen
- 1953 Nationalpreis der DDR II. Klasse für Wissenschaft und Technik
- 1954 Goldene Nadel der Kammer der Technik
- 1956 Goethe-Preis der Stadt Berlin
- 1958 Vaterländischer Verdienstorden in Silber und 1961 in Gold
- 1959 Ehrentitel Hervorragender Wissenschaftler des Volkes
- Nach ihm wurde der Hans-Heinrich-Franck-Klub in Wittenberg benannt.[10]